# Ampeloglypter
Ampeloglypter är ett släkte av skalbaggar. Ampeloglypter ingår i familjen vivlar.

## Dottertaxa tillAmpeloglypter, i alfabetisk ordning[1]
- Ampeloglypter ampelopsis
- Ampeloglypter ater
- Ampeloglypter binodosus
- Ampeloglypter brunescens
- Ampeloglypter cayennensis
- Ampeloglypter cissi
- Ampeloglypter crenatus
- Ampeloglypter definitus
- Ampeloglypter devinctus
- Ampeloglypter elatus
- Ampeloglypter elotus
- Ampeloglypter furtivus
- Ampeloglypter fusiformis
- Ampeloglypter heterosternoides
- Ampeloglypter inanis
- Ampeloglypter laevis
- Ampeloglypter longiclava
- Ampeloglypter longipennis
- Ampeloglypter minutus
- Ampeloglypter nicaraguensis
- Ampeloglypter nigrinus
- Ampeloglypter nugator
- Ampeloglypter ovalis
- Ampeloglypter pertinax
- Ampeloglypter pilosellus
- Ampeloglypter plicatipennis
- Ampeloglypter probatus
- Ampeloglypter sesostris
- Ampeloglypter singularis
- Ampeloglypter speculifer
- Ampeloglypter sulcifrons
- Ampeloglypter tubulatus
- Ampeloglypter vicinus
- Ampeloglypter vitis